# Crisis parciales complejas
Las crisis parciales complejas son crisis convulsivas que están asociadas a compromiso de uno o ambos hemisferios cerebrales y que causan pérdida de la conciencia.

## Características clínicas
Las crisis parciales complejas generalmente son precedidas por un aura que es una crisis parcial simple. El  aura se puede manifestar como una sensación de déjà vu, jamais vu, miedo, euforia o despersonalización. El aura también puede darse como una perturbación de la visión, como visión de túnel, o un cambio en la percepción del tamaño de los objetos (macropsia o micropsia). Una vez que se pierde la consciencia, la persona puede exhibir automatismos como chasqueo de los labios, movimientos masticatorios o deglución. Puede haber pérdida de la memoria (amnesia) rodeando la crisis. La persona puede ser capaz de llevar a cabo acciones rutinarias como caminar, aunque estos movimientos no son voluntarios ni planeados. Las crisis parciales complejas pueden pasar inadvertidas para los observadores externos, o ser subestimadas como una 'peculiaridad' del paciente.
Las crisis parciales complejas pueden originarse en cualquier lóbulo cerebral siendo más frecuente su origen en la parte medial del lóbulo temporal, particularmente la amígdala, el hipocampo y regiones corticales. Una anomalía cerebral frecuentemente asociada es la esclerosis mesial temporal, un patrón específico de pérdida neuronal en el hipocampo acompañada de gliosis y atrofia hipocampales. Las crisis parciales complejas ocurren cuando hay actividad eléctrica cerebral excesiva y sincrónica que causa pérdida de la conciencia y falta de reacción. En el caso de que la actividad eléctrica anormal se generalice, puede provocar una convulsión tónico-clónica.